# People Don't Change
People Don't Change è un'opera teatrale estesa (EP) collaborativa del cantautore australiano PJ Harding e della cantante americana Noah Cyrus. L'EP è stato pubblicato il 23 aprile 2021 da Records, LLC e RCA Records, diventando così la sua prima uscita per l'etichetta successiva. È stato preceduto dai singoli Dear August e You Belong to Somebody Else. Il duo si è originariamente incontrato in un campo di scrittura di canzoni a Bali, e alla fine si è unito nel 2019 per scrivere canzoni per il secondo EP di Cyrus.
Il primo singolo dall'EP è stato Dear August. È stato rilasciato il 12 febbraio 2021, con il suo video musicale. Il secondo singolo è stato You Belong to Somebody Else, pubblicato il 19 marzo 2021 e con un lyric video in anteprima il 7 aprile 2021..
Rhian Daly di NME ha definito l'EP "sottostimato e gentile" e "uno splendido balzo in avanti nella storia in continua evoluzione della più giovane Cyrus".
Tutti i brani sono stati scritti e prodotti da PJ Harding e Noah Cyrus, con la scrittura aggiuntiva di Victoria Zaro in The Worst of You.

## Tracce
1. Dear August – 3:20
2. You Belong to Somebody Else – 3:19
3. Cannonball – 2:32
4. The Best of You – 1:11
5. Slow Train Comin' – 3:01
6. The Worst of You – 3:29